# Liste der Länderspiele der österreichischen Futsalnationalmannschaft
Die Auswahl Österreich bestritt 2003 zwei Freundschaftsspiele gegen die Slowakei. Sie verloren beide deutlich. Danach traten die österreichische Auswahl bisher zu keinen weiteren Spiel mehr an.
| Nr. | Datum      | Ergebnis | Gegner   | Austragungsort | Anlass             | Bemerkung                         |
| --- | ---------- | -------- | -------- | -------------- | ------------------ | --------------------------------- |
| 01  | 22.10.2003 | 0:12     | Slowakei | Trnava         | Freundschaftsspiel | 1. Länderspiel gegen die Slowakei |
| 02  | 23.10.2003 | 3:9      | Slowakei | Bratislava     | Freundschaftsspiel |                                   |